# Calabazas, Sinaloa
Calabazas är en ort i Mexiko.   Den ligger i kommunen Badiraguato och delstaten Sinaloa, i den västra delen av landet, 1 100 km nordväst om huvudstaden Mexico City. Calabazas ligger 874 meter över havet och antalet invånare är 115.
Terrängen runt Calabazas är lite bergig. Runt Calabazas är det mycket glesbefolkat, med 6 invånare per kvadratkilometer. Närmaste större samhälle är San Javier de Abajo, 4,1 km söder om Calabazas. I omgivningarna runt Calabazas växer huvudsakligen savannskog.